# Francesc Puig i Alfonso
Francesc Puig i Alfonso (Barcelona, 1865 – 1946) fou un editor, llibreter i polític local català, avi del pintor i artista Antoni Tàpies i Puig.

## Biografia
Tenia una llibreria a la plaça nova, fundada el 1860 pel seu pare Eudald Puig i Soldevila (1829-1891), originari de Ripoll, i el primer a editar obres de teatre en català.
Fou president de la Cambra Oficial del Llibre. Des de 1906 fou membre de la Junta Oficial de l'Hospital Clínic de Barcelona, de la que en seria president i secretari. Fou president de la secció d'Agricultura i de la Propietat Immoble de Foment del Treball Nacional, membre de la Cambra de Comerç de Barcelona i vicepresident el 1920 de la Societat Econòmica Barcelonesa d'Amics del País.
Fou regidor a l'Ajuntament de Barcelona per la Lliga Regionalista durant els períodes 1905-1909 i 1914-1917. Fou un dels quatre signants del Dictamen del Pressupost Extraordinari de Cultura de febrer de 1908. Va exercir d'alcalde en funcions quan la visita d'Alfons XIII en 1908. Durant la dictadura de Primo de Rivera va enviar un missatge a Alfons XIII en defensa del català. El 1935 va vendre la seva llibreria a l'Editorial Litúrgica Española.

## Obres
- Las cabras de leche, sus razas, su cria y sus productos. Enfermedades. Tratado completo de la fabricación de quesos de varias clases (1903)
- Cocina de cuaresma (1904)
- La cuina catalana (1907)
- Protección de la infancia y represión de la mendicidad (1911), en col·laboració amb Ramon Albó
- Relaciones entre los organismos benéficos y la represión oficial de la mendicidad... (1914)
- Beneficencia en Barcelona (1920)
- Beneficencia (1927)
- Curiositats barcelonines (Memòries, 1919)
- Recordant coses passades (Memòries, 1934)
- Recuerdos de un setentón (Memòries, 1943)